# Загорье (Торошинская волость)
Загорье — деревня в Торошинской волости Псковского района Псковской области России.
Расположена в 14 км к северу от Пскова и в 13 км к западу от деревни Торошино.
Численность населения деревни по состоянию на 2000 год составляла 15 человек.